# 鳥屋村 (神奈川県)
鳥屋村（とやむら）は、かつて神奈川県津久井郡にあった村である。現在は相模原市緑区大字鳥屋である。

## 地理
- 山：仙洞寺山、三角山、茨菰山、焼山、黍殻山、袖平山、蛭ヶ岳、棚沢ノ頭、丹沢山、太礼ノ頭、円山木ノ頭、本間ノ頭、ツガダチ、南山
- 川：串川、早戸川

## 歴史
- 1889年（明治22年）4月1日　町村制の施行により鳥屋村が単独村制。
- 1955年（昭和30年）4月1日　中野町、串川村、青野原村、青根村および三沢村の一部（大字三井）と合併して津久井町が発足。同日鳥屋村廃止。

鳥屋村廃止後
- 2006年（平成18年）3月20日　津久井町が相模原市に編入。
- 2010年（平成22年）4月1日　相模原市が政令指定都市へ移行。当地域は緑区に属する。

## 村長
- 天野藤三：1889年 -、1925年 - 1928年